# Elezioni legislative nei Paesi Bassi del 1922
Le elezioni legislative nei Paesi Bassi del 1922 si tennero il 5 luglio per il rinnovo della Tweede Kamer.

## Risultati
| Liste                                                   | Voti      | %     | Seggi |
| ------------------------------------------------------- | --------- | ----- | ----- |
| Lega Generale delle Unioni Elettorali Romano-Cattoliche | 874 745   | 29,86 | 32    |
| Partito Socialdemocratico dei Lavoratori                | 567 769   | 19,38 | 20    |
| Partito Anti-Rivoluzionario                             | 402 277   | 13,73 | 16    |
| Unione Cristiana-Storica                                | 318 669   | 10,88 | 11    |
| Partito Liberale di Stato                               | 271 358   | 9,26  | 10    |
| Lega Libero-Democratica                                 | 134 595   | 4,59  | 5     |
| Partito Comunista dei Paesi Bassi                       | 53 664    | 1,83  | 2     |
| Lega dei Contadini                                      | 46 010    | 1,57  | 2     |
| Gruppo Liberale - VWP - LB                              | 28 050    | 0,96  | 1     |
| Partito Politico Riformato                              | 26 744    | 0,91  | 1     |
| Partito Cristiano-Democratico                           | 20 760    | 0,71  | –     |
| Partito Riformato di Stato                              | 20 431    | 0,70  | –     |
| Partito Cristiano-Sociale                               | 19 540    | 0,67  | –     |
| Partito Socialista - Van der Zwaag - Verweij            | 16 425    | 0,56  | –     |
| Liste Arts                                              | 15 830    | 0,54  | –     |
| Lega dei Contribuenti dei Paesi Bassi - PB - HGP        | 15 727    | 0,54  | –     |
| Partito Indipendente                                    | 15 227    | 0,52  | –     |
| Altri <0,50%                                            | 68 249    | 2,33  | –     |
| Totale                                                  | 2 929 569 | 100   | 100   |

- La Lega Generale delle Unioni Elettorali Romano-Cattoliche si presentò in sei liste distinte: n. 50 (399.052 voti), n. 42 (200.339 voti), n. 33 (117.302 voti), n. 25 (81.241 voti), n. 39 (49.678 voti), n. 16 (27.133 voti).
- Il Partito Anti-Rivoluzionario si presentò in quattro liste distinte: n. 13 (170.206 voti), n. 6 (88.278 voti), n. 5 (79.341 voti), n. 2 (64.452 voti).